# Электротехнология
Электротехнология — наука, изучающая теорию и практику преобразования электрической энергии в тепловую, химическую, механическую и другие виды энергии, совмещенного с технологическим процессом в едином устройстве.
В процессе преобразования электрическая энергия оказывает действия: тепловое, химическое, механическое, оптическое и их сочетание.
В соответствии с действием электрической энергии электротехнологическое оборудование разделено на электротермическое, электрохимическое и электрофизическое.
Включает в себя следующие процессы и оборудование:
- электротермические процессы и электротермическое оборудование для осуществления этих процессов;
- электросварочные процессы и электросварочное оборудование;
- электрофизические процессы и оборудование;
- электрохимические процессы и оборудование;
- ионные технологии.

Подготовку специалистов по электротехнологии проводили и проводят профильные кафедры:
- в ЛЭТИ (ныне СПбГЭТУ) ;
- в МЭИ;
- в НГТУ (ранее известный во всем мире НЭТИ);
- в СФУ (КГТУ) ;
- в УПИ;
- в Саратове и ряде других государственных высших технических учреждениях.
- в КрасГАУ

Наиболее полно в условиях СССР теория и практика давалась в МЭИ, тесно связанном с ВНИИЭТО. После искусственного уничтожения ВНИИЭТО позиция МЭИ в области электротехнологии стала резко снижаться, и кафедра ЭТУ были объединена с кафедрой электротехнического материаловедения. В настоящее время кафедра АЭТУС НИУ "МЭИ" воссоздана как самостоятельное структурное подразделение, и несмотря на вывод крупных металлургических и машиностроительных предприятий с территории Москвы, ведёт активную работу по внедрению современных электротехнологий в других отраслях промышленности.
Также наиболее качественно подготовка специалистов по электротехнологии осуществлялась в НГТУ (бывшем НЭТИ) с ориентированием на НПО Сибэлектротерм, который являлся крупнейшим производственным предприятием по производству электротермического оборудования, к тому же при Сибэлектротерме находилось мощное СКБ ВНИИЭТО Новосибирское отделение (штат около 900 человек). 
В настоящее время в НГТУ подготовку специалистов по направлению Электротехнология осуществляет кафедра Автоматизированные электротехнологические установки (зав.кафедрой д.т.н., профессор Алиферов А.И.), основной упор кафедра делает на подготовку инженеров, бакалавров и магистров по оборудованию и технологиям — дуговые электропечи, руднотермические электропечи, индукционные электропечи, электропечи сопротивления, ВДП, электрошлаковые электропечи, плазменно-дуговые электропечи, электронно-плазменные электропечи и др., особый упор кафедра делает на автоматизацию установок, технологий, тепловые расчеты, сложные электромагнитные расчеты в пользу промышленности и подготовки специалистов.
По индукционному направлению наиболее качественно широкомасштабную подготовку выполняет профильная кафедра в бывшем УПИ г. Екатеринбург, эта кафедра аффиллирована с фирмой РЭЛТЭК, являющейся крупнейшим отечественным производителем индукционного оборудования различного типа.
Хорошими темпами развивается профильная кафедра в Сибирском федеральном университете, ориентированная на промышленность Красноярского края, Хакасии и других регионов, эта кафедра, особенно в последнее время, готовит качественный научный потенциал побивая все рекорды по защите качественных  кандидатских и докторских диссертаций.
В настоящее время бывшие структуры, сформировавшиеся при развале НПО ЭЛЕКТРОПЕЧЬ (Холдинг по Электротехнологии в условиях СССР) перепрофилируются (например под работу с нефте-газо-добывающими отраслями), влачат жалкое существование или исчезли с исторических горизонтов (ВНИИЭТО, БакЗЭТО, ДагЗЭТО, СКБ Сибэлектротерм, Бийскэлектропечь, Сибэлектротерм и др.), причина очевидна, конкуренция между собой, с западными, американскими и азиатским фирмами, отсутствие четкой государственной политики, спад в производственной сфере (машиностроение, оборонно-промышленный комплекс и др.), отсутствие качественно подготовленных специалистов, способных работать в новых условиях, неумение управленцев работать в изменяющихся условиях переходного от социализма периода  и ряд других причин.
В свою очередь электротермические установки подразделяются на:
- Электропечи сопротивления, Индукционные установки, Дуговые электропечи в том числе и постоянного тока,  а также АКОСы, Руднотермические печи, Вакуумно-дуговые печи, Электрошлаковые печи, Плазменные печи, Электронно-лучевые печи, Электронно-плазменные печи и ряд других.
Электропечи являются одними из самых крупных потребителей электроэнергии, установленная мощность дуговых электропечей достигает 95-150 МВА в единице при токах нагрузки до 100 кА и более.
Электропечи относятся к опасным производственным объектам, поднадзорным Ростехнадзору.